# Michael D’Rozario
Michael D’Rozario CSC (ur. 23 listopada 1925 w Noyansree, zm. 24 lutego 2016 w Dhace) – bengalski duchowny katolicki, biskup diecezjalny Khulna w latach 1970–2005.

## Życiorys
Święcenia kapłańskie otrzymał 10 czerwca 1953.
21 września 1970 papież Paweł VI mianował go biskupem diecezjalnym Khulna. 13 grudnia tego samego roku z rąk arcybiskupa Theotoniusa Amala Ganguly przyjął sakrę biskupią. 19 lutego 2004 ze względu na wiek złożył rezygnację z zajmowanej funkcji.
Zmarł 24 lutego 2016.